# Umwelt-Campus Birkenfeld

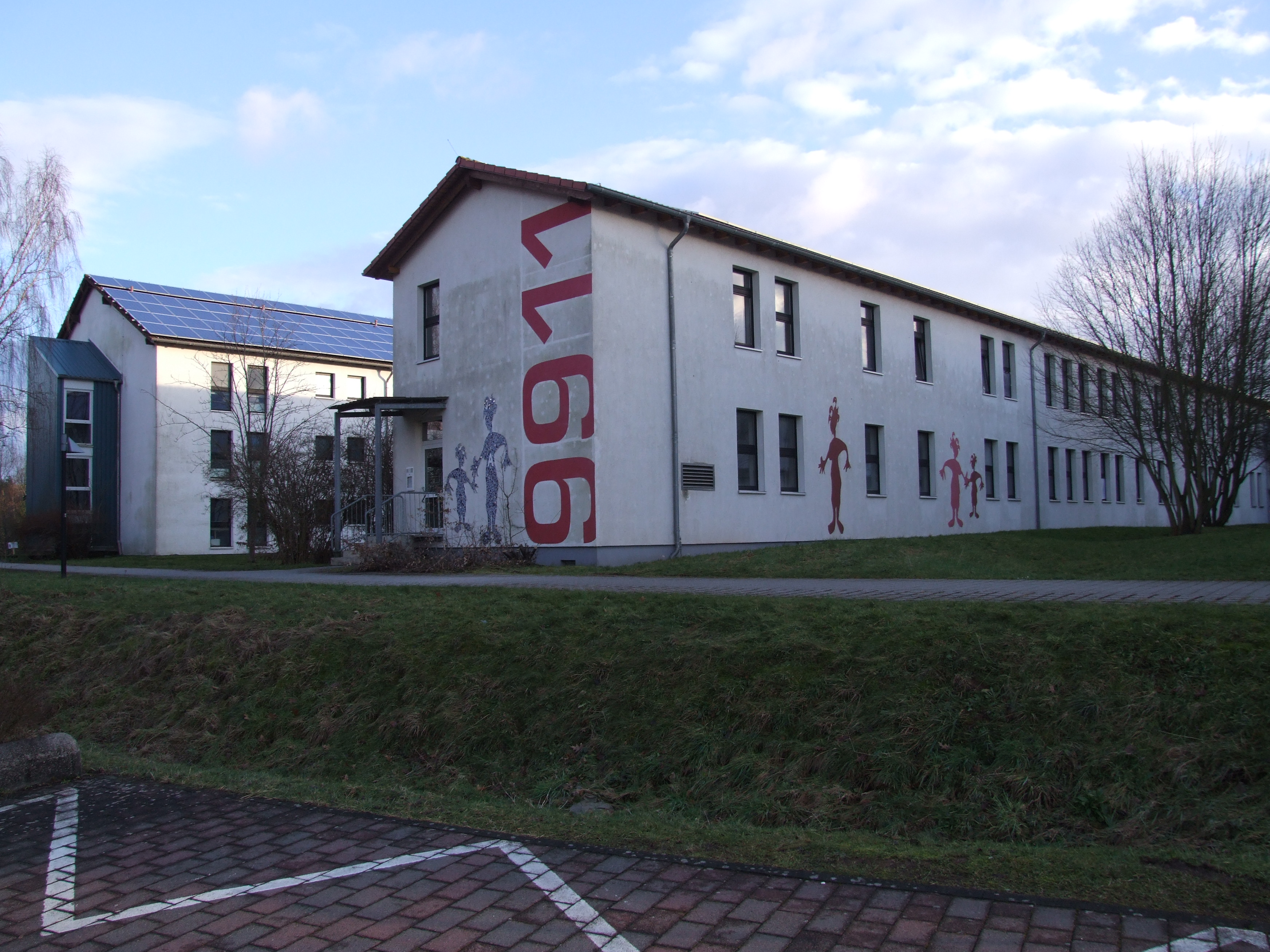
Umwelt-Campus Birkenfeld

Der Umwelt-Campus Birkenfeld (UCB) ist ein Außenstandort der Hochschule Trier mit etwa 1800 Studierenden, 289 Beschäftigten und 59 Professoren und liegt etwa fünf Kilometer südlich der Stadt Birkenfeld im oberen Nahetal, im Ortsteil Neubrücke der Gemeinde Hoppstädten-Weiersbach.

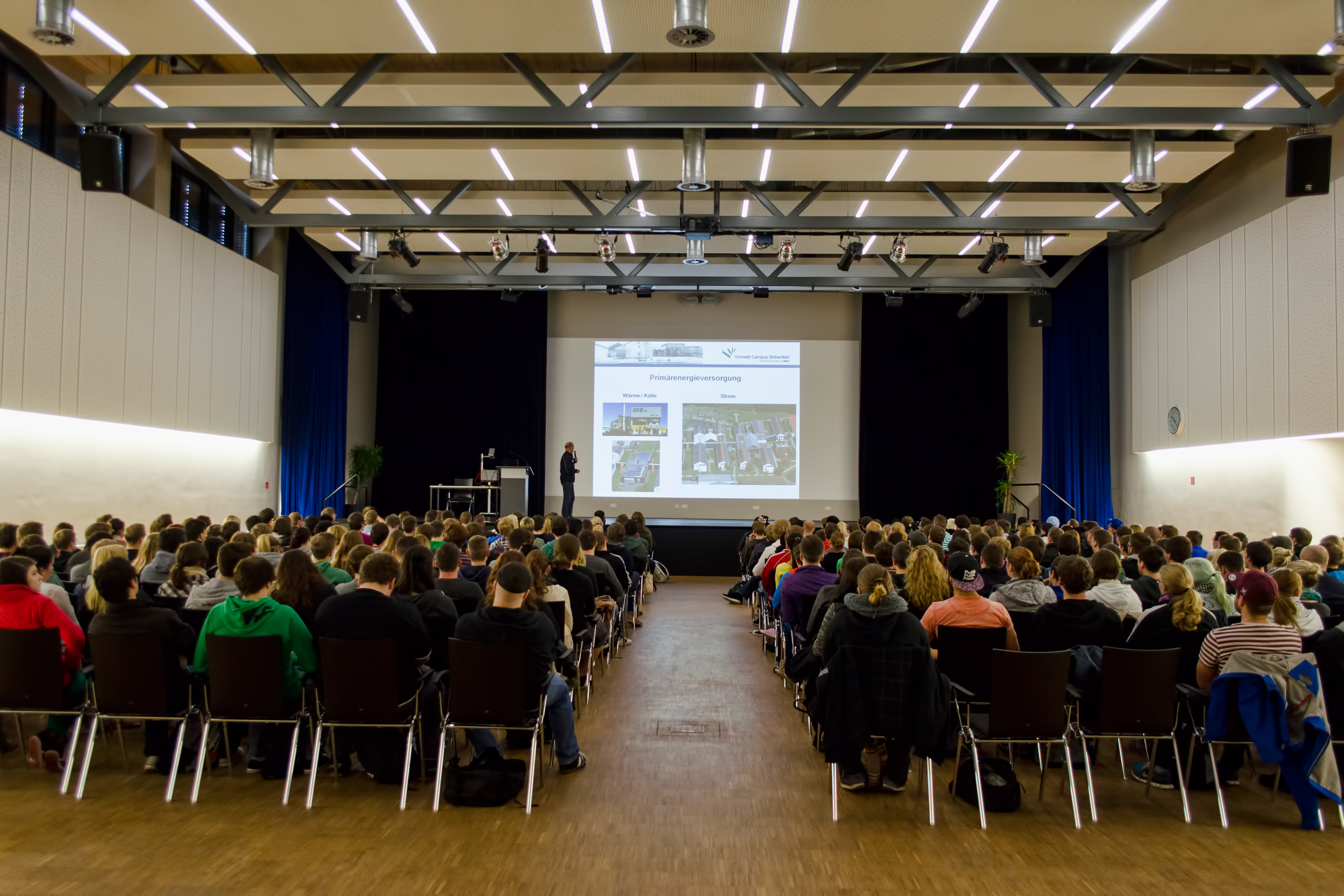
Großer Saal im Kommunikationsgebäude

Organisatorisch gliedert sich der UCB in zwei Fachbereiche: Umweltwirtschaft/Umweltrecht und Umweltplanung/Umwelttechnik. Im erstgenannten Fachbereich sind die hauptsächlich wirtschaftlich und rechtlich orientierten Studiengänge angesiedelt, im zweitgenannten die eher technisch orientierten. Der UCB beherbergt acht Institute und fünf Kompetenzzentren (welche ähnlich wie Institute arbeiten), außerdem gibt es weitere Forschungsprojekte und studentische Initiativen. Das Campusgelände mit acht Wohnheimen ermöglicht gemeinsames Leben, Lernen und Arbeiten an einem Ort. Der Umwelt-Campus Birkenfeld wird als einziger deutscher Hochschulstandort ausschließlich mit erneuerbarer Energie wie zum Beispiel für Strom und Heizwärme versorgt.

## Geschichte

### Militär-Lazarett (1952–1994)
In der Nähe des größeren amerikanischen Standortes Baumholder wurde das 98th General Hospital in Neubrücke, heute ein Ortsteil der Ortsgemeinde Hoppstädten-Weiersbach, errichtet. Das 44 Hektar große Krankenhausgelände wurde 1952 eröffnet und verfügte über 1.000 Betten sowie diverse medizinische Fachstationen, unter anderem die Chirurgie, Zahnmedizin, Orthopädie, Radiologie, Rehabilitation und Augenheilkunde. Ab den 1970er Jahren bis 1984 war das Hospital aus Kostengründen geschlossen, anschließend wurde es zum weiteren Einsatz vorgehalten. Der Hauptgebäudekomplex verlief beidseitig kammförmig um einen Mittelgang in Ost-West-Richtung, im südlichen Appendix befanden sich Versorgungseinrichtungen (Casino, Supermarkt, Kino, Kirche), im nördlichen, zumindest in den letzten Jahren, eine Zahnarztpraxis. Im östlichen Teil befanden sich Mannschaftsquartiere, westlich in den freistehenden Gebäuden eine Grundschule und Wohnblocks. Südlich bei den Bahnschienen gab es Lager-/Güterabfertigungshallen, die noch bis in die 1990er Jahre zum Verschluss des Mobiliars des Krankenhauses genutzt wurden. 1994 gaben die Amerikaner das Hospital endgültig auf, bis 1996 standen die Gebäude leer. Die umfangreichen Bahninstallationen für Lazarettzüge der Army sind heute entfernt.

### Umwelt-Campus Birkenfeld (seit 1996)

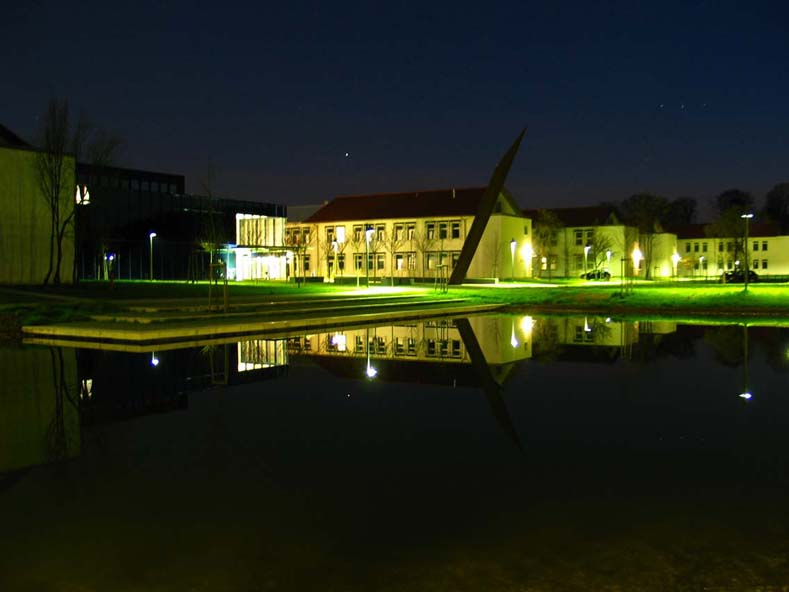
Zentrales neues Gebäude im Zentrum des Campus bei Nacht

Der Umwelt-Campus Birkenfeld als Außenstandort der Hochschule Trier wurde auf Initiative des ehemaligen Landrats des Landkreises Birkenfeld, Ernst Theilen, 1996 auf dem Gelände des ehemaligen US-Militär-Lazaretts errichtet. Der UCB wurde zu einem Vorzeige-Konversions-Projekt im Hunsrück, da hier ein von den amerikanischen Streitkräften verlassenes Gelände neu genutzt werden konnte. Das Gelände und die Gebäude wurden in den 1990er Jahren saniert bzw. umgebaut. Einige amerikanische Wohnblocks und eine Grundschule waren noch bis Ende 2009 in Gebrauch. Die Kirche auf dem Gelände wurde bis Ende des letzten Jahrhunderts genutzt. Der Kinokomplex diente noch lange als Hörsaal mit studentischen Kinoaktivitäten, der amerikanische Einzelhandelsladen existierte bis 2009. 2010 wurde der Gebäudekomplex abgerissen, um an derselben Stelle ein Kommunikationsgebäude mit Mehrzweckhalle, Seminar- und Bandproberäumen sowie einer Kindertagesstätte zu errichten, welches 2012 eröffnet wurde. Die Gebäude am UCB tragen bis heute vierstellige „amerikanische Hausnummern“.
Im Januar 2008 wurde der Umwelt-Campus Birkenfeld als „Ausgewählter Ort 2008“ ausgezeichnet. Damit gehört der Campus offiziell zu den von der Standortinitiative „Deutschland – Land der Ideen“ und ihrem Projektpartner Deutsche Bank ausgezeichneten „365 Orten im Land der Ideen“. Die Hochschule Trier hatte sich mit ihrem Umwelt-Campus Birkenfeld als einer von rund 1.500 Orten an dem Wettbewerb beteiligt. Im Dezember 2021 belegte der Umwelt-Campus im weltweiten GreenMetric Ranking den 6. Rang und bleibt im fünften Jahr in Folge national auf Platz 1. Im Juni 2021 wurde er durch die Umsetzung der hochschulinternen Nachhaltigkeitsstrategie und als Vorbild zur sozialen Verantwortung zur Fairtrade University ausgezeichnet.

## Studiengänge
Die beiden Fachbereiche des UCB bieten folgende (teils duale) Bachelor- und Master-Studiengänge an:

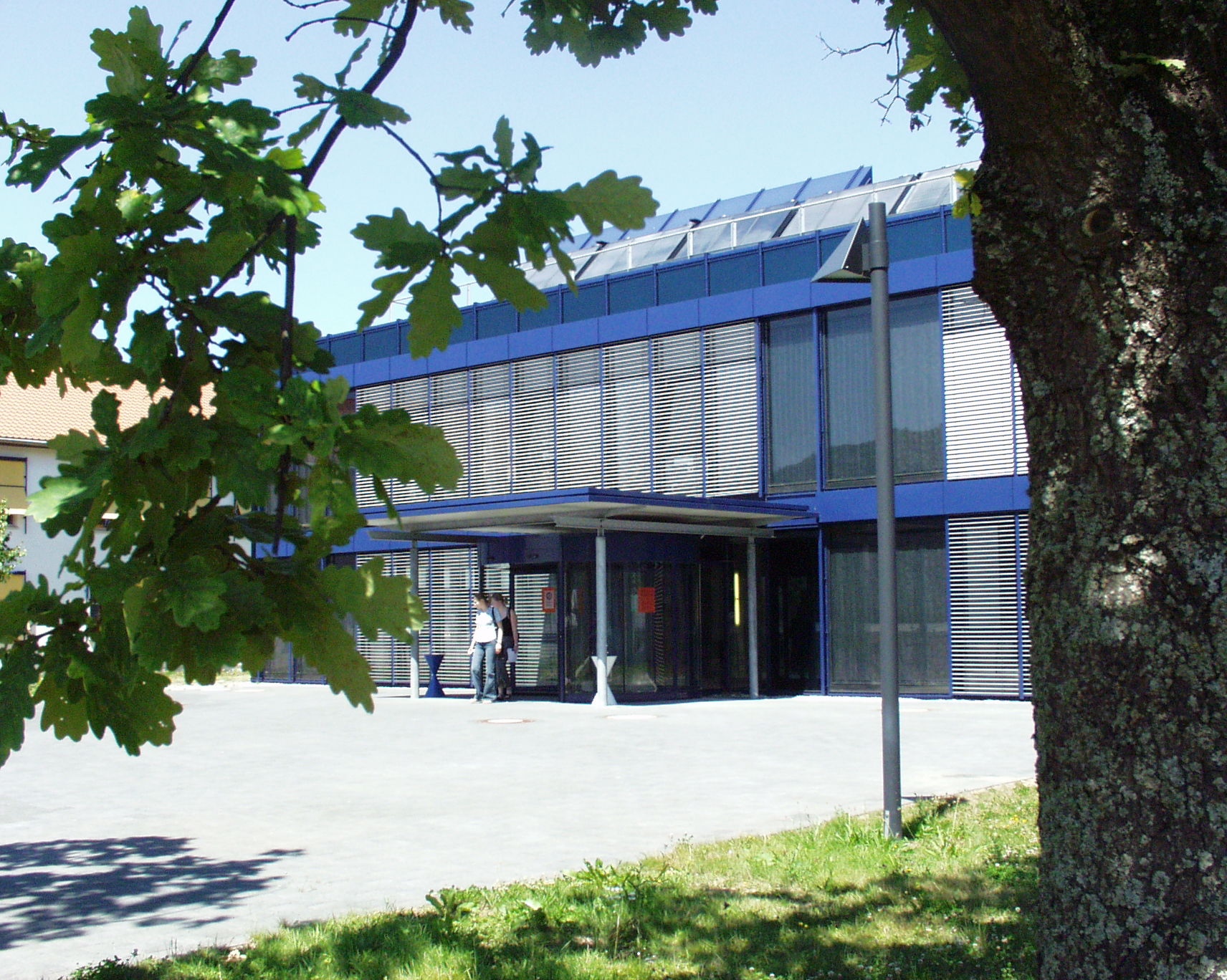
Zentrales neues Gebäude in der Mitte des Campus

### Bachelor-Studiengänge
- Angewandte Informatik und Künstliche Intelligenz (B.Sc.)
- Angewandte Naturwissenschaften und Technik (B.Eng.)
- Bio- und Pharmatechnik (B.Sc.)
- Bio- und Prozess-Ingenieurwesen / Verfahrenstechnik (B.Eng.)
- Bio-, Umwelt- und Prozess-Verfahrenstechnik (B.Eng.)
- Biopharmazeutische Arzneimittelherstellung (B.Eng.)
- Erneuerbare Energien (B.Sc.)
- Kommunikationspsychologie und Nachhaltigkeit (B.Sc.)
- Maschinenbau – Produktentwicklung und Technische Planung (B.Eng.)
- Medieninformatik (B.Sc.)
- Nachhaltige Betriebswirtschaft (B.A.)
- Nonprofit und NGO-Management (B.A.)
- Physikingenieurwesen (B.Eng.)
- Produktionstechnologie (B.Eng.)
- Sustainable Business and Technology (B.Eng.)
- Umwelt- und Wirtschaftsinformatik (B.Sc.)
- Wirtschaftsingenieurwesen/Umweltplanung (B.Sc.)
- Wirtschafts- und Umweltrecht (LL.B.)

### Master-Studiengänge
- Angewandte Informatik (M.Sc.)
- Bio-, Pharma- und Prozesstechnik (M.Eng.)
- Business Administration and Engineering (M.Sc.)
- Digitale Produktentwicklung – Maschinenbau (M.Eng.)
- Insolvenzrecht und Reorganisationsverfahren (LL.M.)
- International Material Flow Management (M.Sc.)
- International Material Flow Management (M.Eng.), Doppelabschlussprogramm mit Partnerhochschulen
- Medieninformatik (M.Sc.)
- Nachhaltige Betriebswirtschaft (M.A.), Doppelabschluss mit Partnerhochschulen möglich
- Projektmanagement: Kommunikation, Psychologie und Nachhaltigkeit (M.Sc.)
- Reinraum-Technologie bei der Arzneimittelherstellung (M.Eng.)
- Sustainable Change – vom Wissen zum Handeln (M.A.)
- Umweltorientierte Energietechnik (M.Sc.)
- Unternehmens- und Energierecht (LL.M.)

## Bekannte Professoren
- Hubert Schmidt (* 1958), Jurist
- Jochen Struwe (* 1956), Unternehmensberater
- Dirk Löhr (* 1964), Wirtschaftswissenschaftler
- Claudius Marx (* 1959), Jurist

## Studentische Initiativen

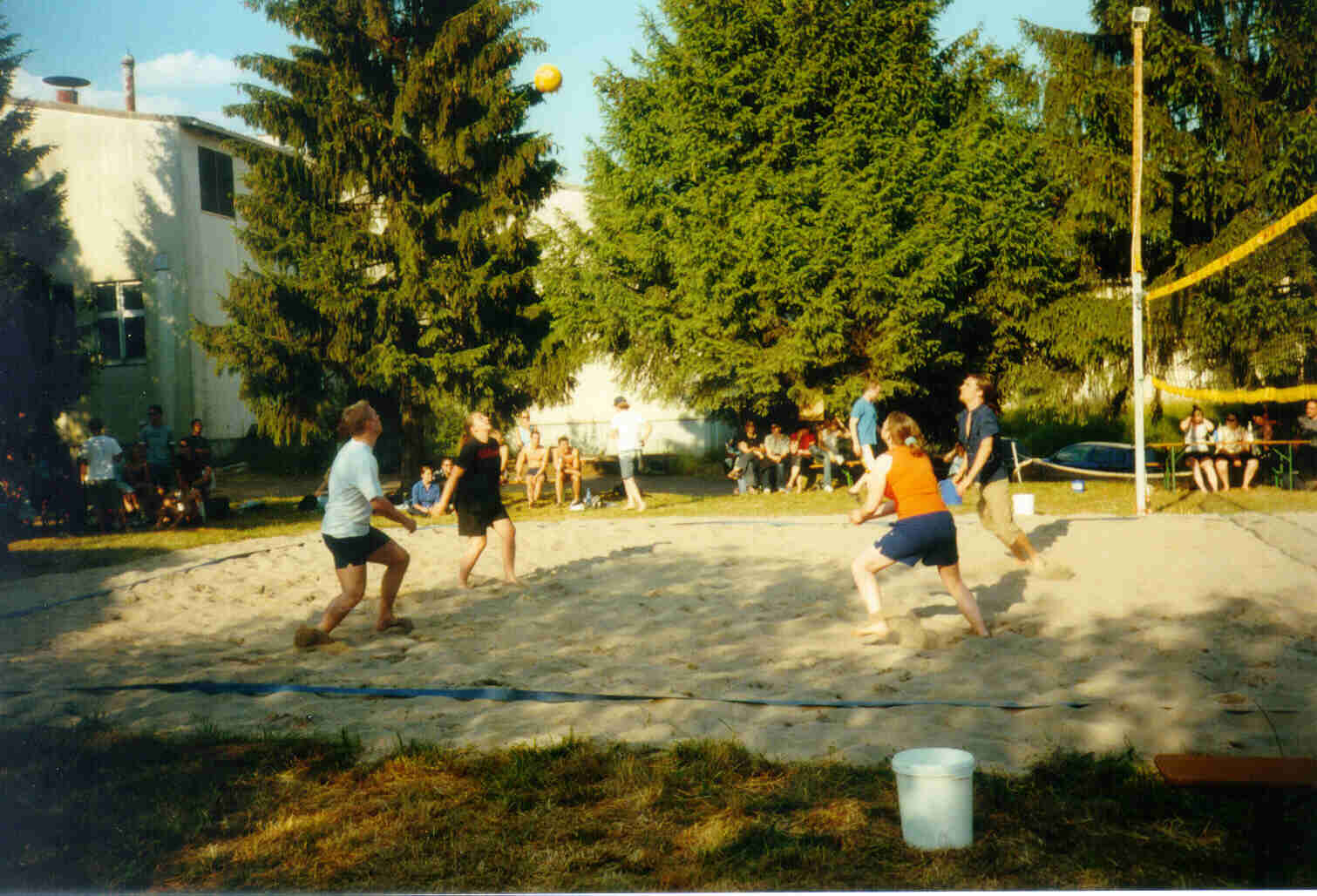
Jährliches Beachvolleyball-Turnier

Für Erstsemester, die ihr Studium zum Wintersemester beginnen, startet das Studium mit so genannten Flying Days-Projekten. Diese werden von Studierenden höherer Semester für Erstsemester veranstaltet. Für die Leitung von Flying Days-Projekten können erstere ECTS-Punkte erwerben.
Von studentischer Seite wird die Zertifizierung des UCB nach ISO 14001, einer Umweltmanagementnorm, vorangetrieben.
Jedes Jahr sind weltweit Studierende des UCB in Projektarbeiten, bspw. im Rahmen der Reisenden Hochschule, aktiv, was sie schon nach China, Polen, Brasilien oder Amerika führte.

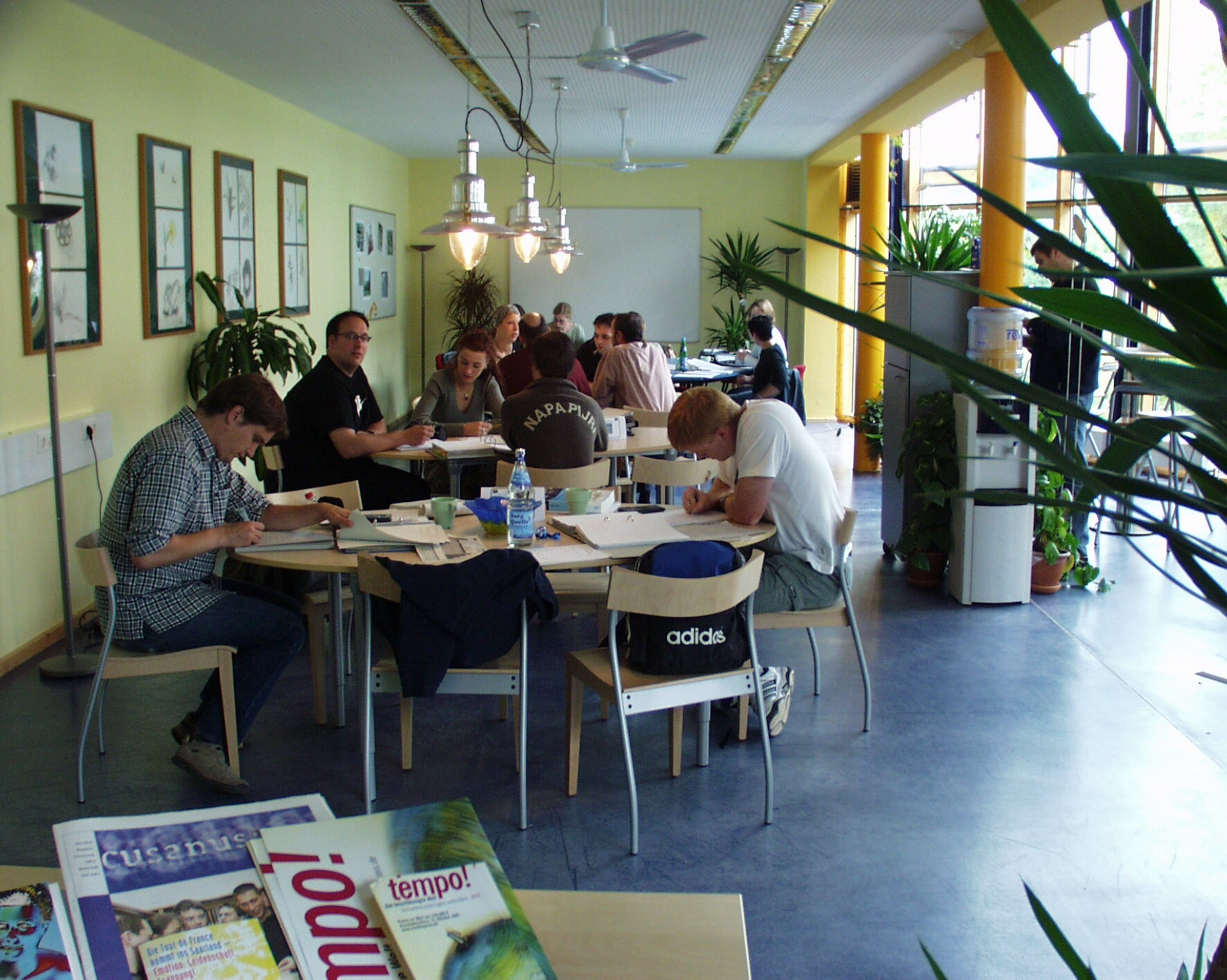
UCB Contact, ein Ort der Begegnung und des Kaffeetrinkens

Green Office – Das Nachhaltigkeitsbüro am Umwelt-Campus Birkenfeld
Mit dem Ziel allgemein den Faktor Nachhaltigkeit zunehmend in der Hochschule zu verstärken, setzt sich das Green Office als Netzstelle für Studierende, Lehrende, Mitarbeiter und externe Akteure ein. Die Umsetzung erfolgt durch gebündeltes Wissensmanagement und als Initiator von Aktionen die im Sinne der Nachhaltigkeit veranstaltet werden.

## Forschungsinstitute
Seit der Gründung des Umwelt-Campus wurden im Zuge der Forschungsaktivitäten eine Reihe von Instituten und Kompetenzzentren gegründet. Zu diesen Einrichtungen gehören:
- Institut für angewandtes Stoffstrommanagement (IfaS)[7]
- Institut für Softwaresysteme in Wirtschaft (ISS)[8]
- Institut für Betriebs- und Technologiemanagement (IBT)[9]
- Institut für biotechnisches Prozessdesign (IBioPD)[10]
- Institut für Mikroverfahrenstechnik und Partikeltechnologie (IMiP)[11]
- Center for Land Research (CLR)[12]
- Birkenfelder Institut für Ausbildung und Qualitätssicherung im Insolvenzwesen (BAQI)[13]
- Institut für das Recht der Erneuerbaren Energien, Energieeffizienzrecht und Klimaschutzrecht (IREK)[14]
- Institut für Compliance & Environmental Social Governance (ICESG)[15]
- Institut für Internationale und Digitale Kommunikation (InDi)[16]

### Kompetenzzentren
- Kompetenzzentrum Brennstoffzelle (Fuel Cell Centre Rheinland-Pfalz)
- Kompetenzzentrum eGovernment & Umwelt
- Kompetenzzentrum „Intelligente mikrostrukturierte Partikel“ (KIMP)
- Umberto Competence Center Birkenfeld (UCC)
- Zentrum Umweltkommunikation am Umwelt-Campus (ZUKUC)

## Partnerhochschulen
- Brasilien: Technische Hochschule des Bundes in Goiás
- China: Kunming University, Sichuan University
- Dänemark: Dänemarks Technische Universität Kopenhagen, Ålborg Universitetscenter
- Finnland: Technische Universität Helsinki
- Frankreich: IUP Metz, Aix-Marseille in Aix-en-Provence, Aix-Marseille in St. Jérome, Ecole Superieur d’Angers, Ecole des Mines d’Albi-Carmaux, Université de Bourgogne, ENACOM Ecole de commerce Nantes
- Irland: Athlone IT, Dundalk IT, Sligo IT, University of Limerick
- Italien: Universität Florenz, Universität La Sapienza
- Japan: Universität Kōchi, Ritsumeikan Asia Pacific University
- Kolumbien: Escuela de Ingeniería de Antioquia, Universidad de Medellín
- Liechtenstein: Hochschule Liechtenstein
- Litauen: Universität Klaipėda, LCC International University
- Niederlande: Van Hall Institut
- Österreich: Fachhochschule Burgenland
- Polen: Schlesische Universität Katowice
- Portugal: Universität Porto
- Schweden: Hochschule Dalarna
- Schweiz: Hochschule für Wirtschaft in Luzern
- Spanien: Universität Salamanca, Universität Kastilien-La Mancha
- Türkei: Akdeniz Üniversitesi
- Ungarn: Universität Miskolc, Hochschule Kecskemét
- USA: Lander University, Clemson University, Warren-Wilson College, Washington University, Midwestern State University
- Zypern: Universität Zypern

Hinweis: Die Liste der Partnerhochschulen des Umwelt-Campus Birkenfeld ist möglicherweise veraltet. Eine jährlich aktualisierte Liste der Partnerhochschulen ist auf der jährlich aktualisierten Liste der Partnerhochschulen zu finden.

## Erreichbarkeit
Der Umwelt-Campus ist über die Anschlussstelle Birkenfeld der Bundesautobahn 62 und die Bundesstraße 41 erreichbar. Über den Bahnhof Neubrücke/Nahe in unmittelbarer Nähe ist der Campus im Stundentakt an die Nahetalbahn (Frankfurt – Mainz – Bingen – Saarbrücken) angebunden.